# Distretto di Combapata
Il distretto di Combapata è uno degli otto distretti della provincia di Canchis, in Perù. Si trova nella regione di Cusco.